# Аяно-Майский район
Ая́но-Ма́йский райо́н — административно-территориальная единица (район) и муниципальное образование (муниципальный район) в Хабаровском крае Российской Федерации.
Административный центр — село Аян.

## История
Аяно-Майский район был образован в 10 декабря 1930 года. До 1934 года являлся составной частью Охотско-Эвенского национального округа с административным центром в селе Аян. В 1934 году в связи с образованием Нижне-Амурской области, Аяно-Майский район вошёл в её состав. В составе района было утверждено 9 сельсоветов: Аянский, Алдомский, Аимский, Батомгский, Верхнемайский, Лантарский, Нельканский, Немуйский, Тоттинский.
31 декабря 1954 года был упразднён Батомгский с/с. 23 июня 1955 года Немуйский с/с был переименован в Маймаканский с/с.
В 1956 году Нижнеамурская область была упразднена и район перешёл в прямое подчинение Хабаровского края.
30 сентября 1960 года Маймаканский с/с был включён в состав Лантарского с/с. 15 ноября 1962 года Тоттинский с/с был переименован в Джигдинский. 29 декабря 1966 года Лантарский с/с был переименован в Немуйский с/с.
6 декабря 1979 года Верхнемайский с/с был включён в состав Нельканского с/с. 14 января 1982 года Алдомский с/с был переименован в Кекринский. 22 июня 1989 года Кекринский и Немуйский с/с были присоединены к Аянскому с/с.
В 1992 году сельсоветы были упразднены; вместо них образованы Аимская, Джигдинская и Нельканская сельские администрации. Территория бывшего Аянского с/с находилась в прямом подчинении районных властей. В 2004 году бывший Аянский с/с восстановлен в виде сельского поселения. Сельскими поселениями также стали все три сельские администрации района.
В 2021 году прошёл уникальный для России референдум о строительстве китайского газохимического завода. 90 % принявших участие проголосовали против строительства завода. Председатель инициативной группы кампании «нет» — Марианна Волосникова.

## География
Аяно-Майский район является одним из отдалённых северных районов Хабаровского края. Расположен между 55°26' с. ш. и 59°32' с. ш. и 130°56' в. д. и 140°32' в. д. Территория района занимает площадь 167 228,6 км² (1-е место среди районов края). Район граничит на северо-востоке на протяжении 360 км с Охотским районом, на севере, северо-западе и западе на протяжении 870 км — с Республикой Саха (Якутия), на юго-западе на протяжении 120 км — с Зейским районом Амурской области, и на юге на протяжении 340 км — с Тугуро-Чумиканским районом Хабаровского края. На востоке Аяно-Майский район омывается водами Охотского моря, общая протяжённость береговой линии района — 390 км. Общая же протяжённость границ района составляет 2080 км.
Основные реки: Юдома, Мая, Учур. Крупнейшее озеро — Большое Токо на границе с Нерюнгринским районом Якутии; другое крупное озеро — Константиново.
Основной горный хребет — Джугджур, длина около 700 км, максимальная высота 1906 м (гора Топко). Является водоразделом бассейна Алдана и Охотского моря.

### Климат
Климат района суровый, неоднородный. Территорию Аяно-Майского района можно разделить на две климатические зоны: зону с резко континентальным климатом и прибрежную зону с климатом приморско-континентального типа. Для прибрежной зоны характерно обилие осадков, значительное количество пасмурных дней, частые штормовые ветра и метели. Средние зимние температуры здесь колеблются от 16 до 20 градусов ниже нуля, летние от +18 до +20 градусов Цельсия. Побережье испытывает влияние Охотского моря, распространяющееся от его берегов до хребта Джугджур, и по мере продвижения на запад (к хребту) влияние моря ослабевает, создавая своеобразную подзону, переходя от приморского климата к резко континентальному, границей которого является хребет Джугджур. Для захребтовой части района с резко континентальным климатом характерны зимние температуры до −40°C ÷ −45 °C, летние до +26 °C ÷ +30 °C, незначительное количество осадков и недостаток влаги.

## Население
| 1933  | 1934  | 1959  | 1970  | 1979  | 1989  | 1992  | 2000  | 2002  |
| ----- | ----- | ----- | ----- | ----- | ----- | ----- | ----- | ----- |
| 2000  | ↗2134 | ↗4766 | ↘3404 | ↗3850 | ↗4802 | ↘4700 | ↘3600 | ↘3271 |
| 2004  | 2008  | 2009  | 2010  | 2011  | 2012  | 2013  | 2014  | 2015  |
| ↘3242 | ↘2800 | ↘2754 | ↘2292 | ↘2285 | ↘2190 | ↘2110 | ↘2053 | ↘2009 |
| 2016  | 2017  | 2018  | 2019  | 2020  | 2021  | 2023  | 2024  |       |
| ↘1971 | ↗1974 | ↘1942 | ↘1895 | ↘1873 | ↗1902 | ↘1863 | ↘1786 |       |

Население района по переписи 2002 года составило 3271 человек (16-е место среди районов края), из них 1672 мужчины и 1599 женщин (51,1 % и 48,9 % соответственно). Городского населения в районе нет. 42,8 % всего населения района составляют малые народы Севера (1313 человек). На 1 января 2009 года всё население района оценивалось в 2754 человека. Крупнейшим населённым пунктом района является райцентр — село Аян, с населением 963 человека (2011); за 9 лет население села Аян сократилось на 360 человек (37 %). На начало 2012 года в районе проживало всего 2190 человек — за 10 лет население сократилось на треть.
Естественное движение
значение показателя за год

### Национальный состав
| Национальность | 2010  | (%)    |
| -------------- | ----- | ------ |
| Русские        | 1 073 | 46,82  |
| Эвенки         | 1 036 | 45,20  |
| Украинцы       | 46    | 2,01   |
| Другие         | 137   | 5,97   |
| Итого          | 2 292 | 100,00 |

## Муниципально-территориальное устройство
В Аяно-Майский муниципальный район входят 4 муниципальных образования нижнего уровня со статусом сельских поселений, а также 1 межселенная территория без какого-либо статуса муниципального образования:
| №        | Сельское поселение     | Административный центр | Количество населённых пунктов | Население | Площадь, км² |
| -------- | ---------------------- | ---------------------- | ----------------------------- | --------- | ------------ |
| 1        | Аимское                | село Аим               | 1                             | ↗172      | 223,40       |
| 2        | Село Аян               | село Аян               | 2                             | ↘788      | 679,00       |
| 3        | Джигдинское            | село Джигда            | 1                             | ↘220      | 42,60        |
| 4        | Нельканское            | село Нелькан           | 1                             | ↗721      | 304,80       |
| 4.000001 | межселенная территория |                        | 6                             | 5         |              |

## Населённые пункты
В Аяно-Майском районе 11 населённых пунктов (все — сельские).
| №  | Населённый пункт | Тип              | Население | Муниципальное образование      |
| -- | ---------------- | ---------------- | --------- | ------------------------------ |
| 1  | Аим              | село             | ↗172      | Аимское сельское поселение     |
| 2  | Алдома           | монтёрский пункт | →0        | сельское поселение «Село Аян»  |
| 3  | Аян              | село             | ↘788      | сельское поселение «Село Аян»  |
| 4  | Батомга          | метеостанция     | ↗1        | межселенная территория         |
| 5  | Джигда           | село             | ↘220      | Джигдинское сельское поселение |
| 6  | Курун-Урях       | метеостанция     | →0        | межселенная территория         |
| 7  | Нелькан          | село             | ↗721      | Нельканское сельское поселение |
| 8  | Разрезной        | монтёрский пункт | ↘0        | межселенная территория         |
| 9  | Семиречье        | монтёрский пункт | →0        | межселенная территория         |
| 10 | Фёдорово         | село             | →0        | межселенная территория         |
| 11 | Ципанда          | монтёрский пункт | ↘0        | межселенная территория         |

### Упразднённые населённые пункты
- 2004 год — монтерские пункты Итанжа, Кемкара, Мармелан и Улкан; село Кекра[38].

Монтёрские пункты: Авлекан, Аимчан, Инили, Назарово, Таландай, Третий контрольный, Челака, а также база Нялбандя.

## Достопримечательности
- В Аяно-Майском районе находится геологический объект, имеющий мировое значение: бессточное плато Мар-Кюэль[41].
- Петроглиф в отрогах хребта Джугджур почти в 200 километрах от посёлка Нелькан по предварительной оценке высечен не менее 10 тысяч лет назад[42].
- В районе есть горный хребет кольцеобразной формы — Кондёр, который является одним из крупнейших в мире приисков по добыче платины. С 1984 года разработка месторождения ведётся силами Артели старателей «Амур» (входит в состав компании «Русская Платина»). Возле горного массива расположен аэропорт «Ургалан».